# Gazal
El gazal, ghazal, gazel o ghazel (àrab: غزل, ḡazal; persa: غزل; urdú: غزل; hindi: ग़ज़ल; panjabi ਗ਼ਜ਼ਲ, غزل; turc: gazel; bengalí: গ়জ়ল; tàtar: gazal) és un gènere líric (forma poètica) que consisteix en rimes apariades i tornades, on cada línia comparteix la mateixa mesura. És propi de les literatures àrab, persa, turca i urdú.
El gazal es pot entendre com una expressió poètica del dolor de la pèrdua o la separació i la bellesa de l'amor, tot i que el dolor. La forma és antiga, originària del segle sisè vers àrab. Es deriva de la cassida panegírica àrab. Els requisits estructurals del gazal són similars en rigor als del sonet petrarquista. En l'estil i el contingut que és un gènere que ha demostrat ser capaç d'una varietat extraordinària d'expressió al voltant dels temes centrals de l'amor i la separació. És una de les formes poètiques principals que la civilització indo-àrab-persa va oferir al món islàmic oriental.
El gazal s'estengué per Àsia meridional durant el segle xii a causa de la influència dels místics sufís i els tribunals del nou sultanat islàmic. Tot i que el gazal és la forma més destacada en la poesia urdú i dari, en l'actualitat es troba en la poesia de moltes llengües del subcontinent indi.
Els gazals van ser escrits pels místics i poetes perses Rumi (segle xiii) i Hàfidh (segle xiv), el poeta àzeri Fuzūlī (segle xvi), així com Mirza Ghalib (1797-1869) i Muhammad Iqbal (1877-1938); els dos últims van escriure gazals en persa i urdú i el poeta Kazi Nazrul Islam (1899-1976) ho feu en bengalí. A través de la influència de Johann Wolfgang von Goethe (1749-1832), el gazal es va fer molt popular a Alemanya durant el segle xix, la forma es fa servir àmpliament per Friedrich Rückert (1888-1866) i August von Platen (1796-1835). El poeta d'origen indi Agha Shahid Ali fou un defensor de la forma, tant en anglès com en altres llengües; va editar un volum de «gazals reals» en anglès. Alguns poetes espanyols com Federico García Lorca, estatunidencs com Adrienne Rich o suïssos com Gottfried Keller, han utilitzat variants del gènere en les seves obres.
En alguns gazals el nom del poeta apareix en alguna part de l'últim vers.